# アブナー・ビーバーマン
アブナー・ビーバーマン（Abner Biberman、1909年4月1日 - 1977年6月20日）は、アメリカ合衆国の俳優。

## 出演作品
- ガンガ・ディン
- あの手この手
- 無頼漢の親方
- バターンを奪回せよ